# Andrés García de Céspedes
Andrés García de Céspedes, né à Gabanes, Valle de Tobalina, Burgos, en 1560 et mort à Madrid en 1611, est un mathématicien et geographe espagnol.

## Biographie
Cosmographe du Conseil des Indes, au commencement du 17e siècle, Céspedes purgea de beaucoup d'erreurs les cartes hydrographiques qui étaient conservées dans la Casa de Contratación. Il fut aidé dans ce travail par Rodrigo Zamorano, qui était, comme lui, cosmographe royal.

## Œuvres
- Hidrografia y teóricas de planetas, Madrid, 1606, in-fol. : on trouve dans ce volume un traité de la Navigation.
- Libro de instrumentos nuevos de geometria muy necessarios para medir distancias y alturas, Madrid, 1606, in-4°. Il y a dans ce livre un traité De conducir aguas, et un autre De artilleria. L'auteur laissa manuserits un livre sur la mécanique, un autre sur l'usage de l'astrolabe, et un Isolario general, c'est-à-dire une histoire de toutes les îles du monde.